# Сальвадор Кабаньяс
Сальвадор Кабаньяс (ісп. Salvador Cabañas, нар. 5 серпня 1980, Асунсьйон) — парагвайський футболіст, що грав на позиції нападника. За підсумками 2007 року був визнаний кращим футболістом Південної Америки і Парагваю.
Виступав, зокрема, за клуб «Америка», а також національну збірну Парагваю, у складі якої був учасником чемпіонату світу і Кубку Америки. На піку кар'єри в 2010 році на футболіста було скоєно напад, він отримав важке кульове поранення в голову, але вижив і зумів повернутися у футбол.

## Клубна кар'єра
Сальвадор Кабаньяс почав професійну кар'єру футболіста в скромному клубі «12 жовтня» у 1998 році. У наступному році він став гравцем одного з найшанованіших і найстаріших клубів країни — «Гуарані», де грав на правах оренди.
У 2001 році почалася міжнародна кар'єра футболіста, він поїхав грати за чилійський клуб «Аудакс Італьяно». У 2003 році став найкращим бомбардиром чемпіонату Чилі і відразу пішов на підвищення в більш сильний мексиканський чемпіонат. За три роки в клубі «Хагуарес Чіапас» він провів 106 матчів, в яких забив 59 м'ячів. Коли в 2006 році Сальвадор став найкращим бомбардиром першості, ситуація з підвищенням повторилася — на цей раз його придбав один з найсильніших і титулованих клубів Мексики — столична «Америка»
2007 року у складі «Америки» він став найкращим бомбардиром Кубка Лібертадорес з 10 м'ячами. У другій половині року він також забив чотири голи у розіграші Південноамериканського кубка. Таким чином, за рік Кабаньяс забив у міжнародних матчах 18 м'ячів (чотири за збірну і 14 за клуб), і став другим бомбардиром світу за цим показником, поступившись лише футболісту, який виступає в Африці. За це Сальвадор був визнаний футболістом року Південної Америки і Парагваю.

### Напад
25 січня 2010 року о 5:00 ранку Кабаньяс був поранений в голову в одному з барів Мехіко. Лікарі не змогли витягнути кулю з його голови і спочатку пройшла інформація про смерть футболіста, яка, втім, не підтвердилася. Лікар Ересто Мартінес на прес-конференції розповів, що стан Кабаньяса вдалося стабілізувати, але в черепі утворився небезпечний згусток крові. Кровотечу вдалося зупинити, але необхідно кілька днів, перш ніж з Сальвадора можна буде знімати наркоз. Операція тривала сім годин. Куля знаходиться в задній частині мозка і її вилучення могло тільки погіршити ситуацію. За словами Мартінеса, у Кабаньяса молодий і міцний організм, небезпека смерті минула. Однак він не міг говорити про шанси Сальвадора на повернення до нормального життя, оскільки ще не була зрозуміла ступінь ушкодження мозку.
30 січня 2010 року медики повідомили після операції, що стан Кабаньяса поступово покращується: він впізнає членів своєї сім'ї, здатний видавати окремі звуки, хоча його мова поки ще не виразна. Він вже міг рухати правою частиною свого тіла. Завершивши курс післяопераційного лікування, Кабаньяс 23 травня 2010 року покинув клініку, що знаходилась в околицях Буенос-Айреса. Кулю, яка застрягла в черепі футболіста, медики вирішили не витягувати через можливі ускладнення. Кабаньяс став жити з дружиною і батьками в передмісті Буенос-Айреса. У червні 2010 року президент Парагваю Фернандо Луго, наставляючи збірну країни на участь у чемпіонаті світу, сказав, що якщо гравцям буде важко, вони повинні згадати про Кабаньяса.

### Повернення у футбол
На початку лютого 2011 року Сальвадор Кабаньяс приступив до тренувань у складі парагвайського «Лібертада». Він провів перше тренування під наглядом лікарів і відчував себе добре, виконав фізичні вправи, а також здійснив ривки і попрацював з м'ячем. У серпні 2011 року Сальвадор Кабаньяс знову вийшов на поле в товариському матчі між клубом «Америка» і збірною Парагваю, провівши вісім хвилин у складі «Америки» у першому таймі і 10 хвилин за «альбироху» у другому. «Для нас найголовніше в тому, щоб Кабаньяс знову відчував себе щасливим. Цього хлопця всі дуже люблять. А повернеться він у великий футбол чи ні — це вже питання другорядної важливості», — заявив наставник парагвайців Франсіско Арсе.
У січні 2012 року Кабаньяс підписав контракт з рідним клубом третього дивізіону Парагваю «12 жовтня», в якому розпочав свою професійну кар'єру. Після чого ще недовго пограв за інший парагвайський клуб «Хенераль Кабальєро».
У травні 2014 року Сальвадор оголосив про завершення кар'єри футболіста. На той момент він виступав за клуб бразильської Серії D «Танабі». Однак до кінця року він провів кілька матчів за нижчоліговий парагвайський «Індепендьєнте» з міста Педро-Хуан-Кабальєро з метою залучення уваги до спорту та футболу в країні.

## Виступи за збірні
У 1997 році Кабаньяс представляв збірну Парагваю U-17 на домашньому юнацькому чемпіонаті Південної Америки, забивши 3 голи і зайнеявши з командою 4 місце. Два роки по тому Кабаньяс у складі молодіжної збірної Парагваю U-20 брав участь в молодіжному чемпіонаті Південної Америки 1999 року, де забив дві голи, а збірна знову стала четвертою. Завдяки цьому результату Парагвай кваліфікувався на молодіжний чемпіонат світу 1999 року, куди Кабаньяс також поїхав, а його збірна вилетіла на стадії 1/8 фіналу.
2004 року дебютував в офіційних матчах у складі національної збірної Парагваю. У складі збірної був учасником чемпіонату світу 2006 року у Німеччині, проте на поле на турнірі не виходив. Наступного року на Кубку Америки 2007 року у Венесуелі він забив три м'ячі у чотирьох матчах Кубка Америки, а його збірна вибула на стадії 1/4 фіналу.
Він був найкращим бомбардиром команди у кваліфікації на чемпіонат світу 2010 року з шістьма голами, проте через кульове поранення в голову на «мундіаль» поїхати не зміг. В подальшому на свій високий рівень повернутись не зумів і за збірну більше не грав. Всього протягом кар'єри у національній команді, яка тривала 6 років, провів у формі головної команди країни 45 матчів, забивши 10 голів.

## Титули і досягнення

### Командні
- Переможець ІнтерЛіги (1): 2010
- Чемпіон третього дивізіону Парагваю (1): 2012

### Індивідуальні
- Найкращий бомбардир чемпіонату Мексики (1): Клаусура 2006 (11 голів)[18]
- Найкращий бомбардир ІнтерЛіги (1): 2010
- Найкращий бомбардир мексиканських клубів за весь час їх участі в Кубку Лібертадорес
- Найкращий бомбардир чемпіонату Чилі (1): Апертура 2003 (18 голів)
- Найкращий бомбардир Кубка Лібертадорес (2): 2007 (10 голів), 2008 (8 голів)[19]
- Футболіст року в Парагваї (1): 2007
- Футболіст року в Південній Америці (1): 2007
- Учасник символічної збірної року Південної Америки (3): 2007, 2008, 2009